# Jan Simon Minkema

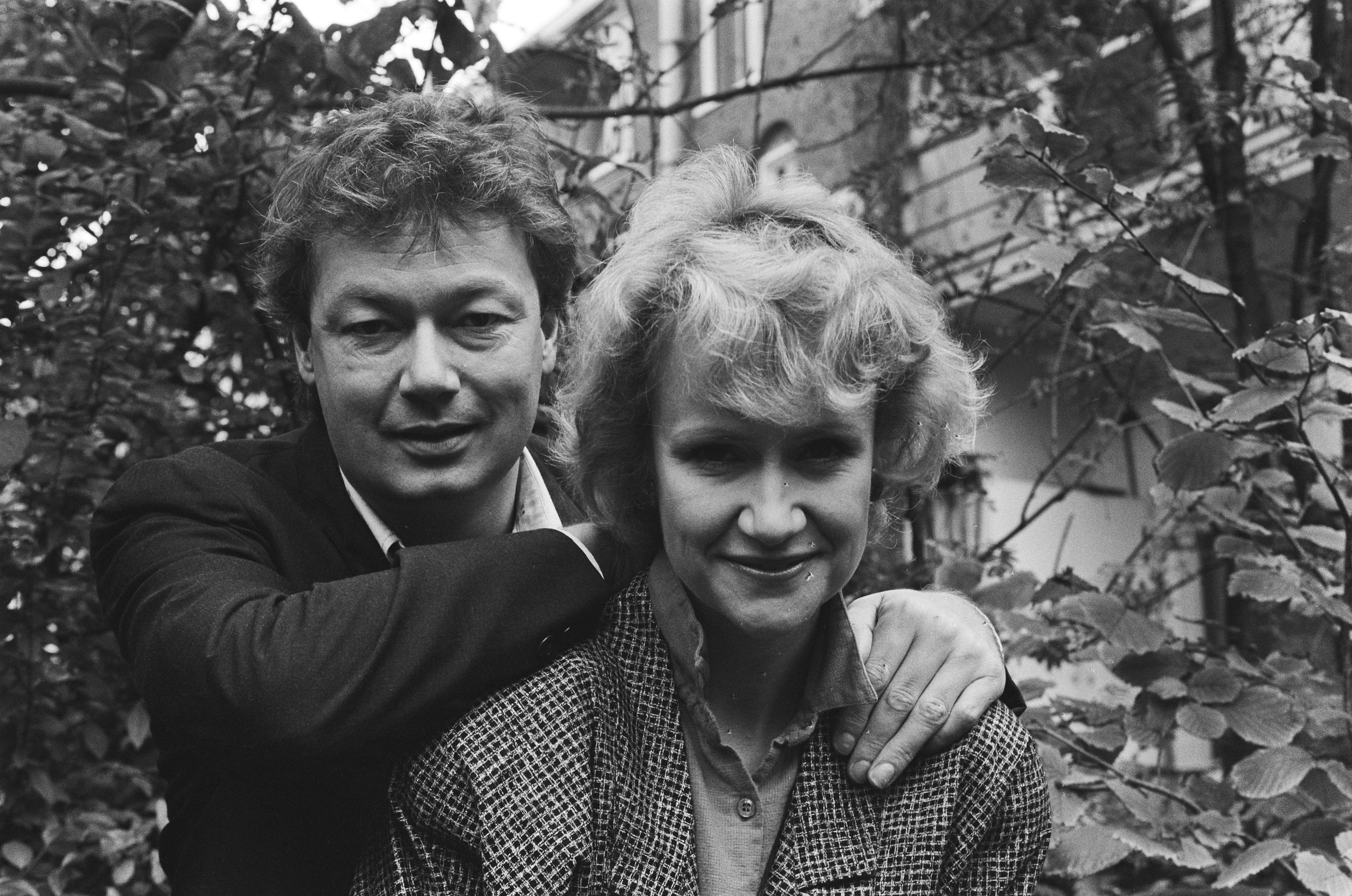
Minkema en Heyting in 1985

Jan Simon Minkema (ook: Jan-Simon Minkema) (Groet, 31 juli 1950) is een Nederlands (tekst)dichter, schrijver, acteur en zanger.

## Loopbaan
Minkema speelde onder meer met Hetty Heyting en Marnix Kappers in de NCRV-televisieserie De Familie Knots. Hij speelde hierin de personages Opa Knots, Onkel X en meester Arend Vogel. Een jaar daarvoor speelde hij met Heyting al in het kindercabaretprogramma Als je dat soms nog niet dacht, eveneens bij de NCRV. Hij schreef deze serie ook met haar en zong mee in de liedjes. Ze hadden elkaar eind jaren zeventig leren kennen op de Academie voor Kleinkunst, waar ze het kindercabaret Potvoordrie waren begonnen.
Verder speelde Minkema in de film De stilte rond Christine M. uit 1982 en had hij gastrollen in de tv-series Thomas en Senior, Zeg 'ns Aaa, Medisch Centrum West, Steil achterover, Het zonnetje in huis en Oppassen!!! Hij had een tijdelijke rol in Goede tijden, slechte tijden als Maarten Verkerke, leider van een sekte. Bovendien schreef Minkema de tv-series Vrienden voor het leven en Zonder Ernst. In de laatste serie speelde hij de rol van Karel Hartman.
Minkema werkte voorts als tekstdichter voor onder anderen Liesbeth List, Imca Marina, Conny Vandenbos, Paul de Leeuw, Lenny Kuhr, de Zangeres Zonder Naam, Rob de Nijs en Jasperina de Jong. Hij nam als zanger diverse platen op en maakte een jaar deel uit van de cabaretgroep Purper. Daarnaast speelde hij in het hoorspel Het transgalactisch liftershandboek en schreef hij dichtbundels, verhalenbundels, een novelle, kinderboeken en een jeugdroman.